# Tylorida tianlin
Tylorida tianlin là một loài nhện trong họ Tetragnathidae.
Loài này thuộc chi Tylorida. Tylorida tianlin được miêu tả năm 2003 bởi Zhu, Song & Zhang.